# 杨凌蘸水面
杨凌蘸水面，是中国陕西杨凌当地的特色面食。因麵條形似裤带，又名“裤带麵”。制作时，麵糰先被搓成长条、切成小段，再擀成长条片，在下锅时拉长，形成类似于裤带的形状。售卖杨凌蘸水麵的店家一般会先将麵条做好，分入小碗，在顾客点餐后，将煮好的白麵与汤汁一起端上，食用时需要将麵盆夹出面条到汤碗中，然后再蘸着汤料吃面。汤汁除番茄、鸡蛋之外，还常备浆水汁。
杨凌蘸水麵一般按根售卖而不是按重量售卖。

## 相关
- Biángbiáng面
- 岐山臊子面
- 戶縣擺湯麵